# سیلوولد
سیلوولد (به هلندی: Silvolde) یک منطقهٔ مسکونی در هلند است که در آده ایسل‌استریک واقع شده‌است. سیلوولد ۱۱٫۹۸ کیلومتر مربع مساحت و ۵٬۴۴۸ نفر جمعیت دارد.